# Wettsteinpark

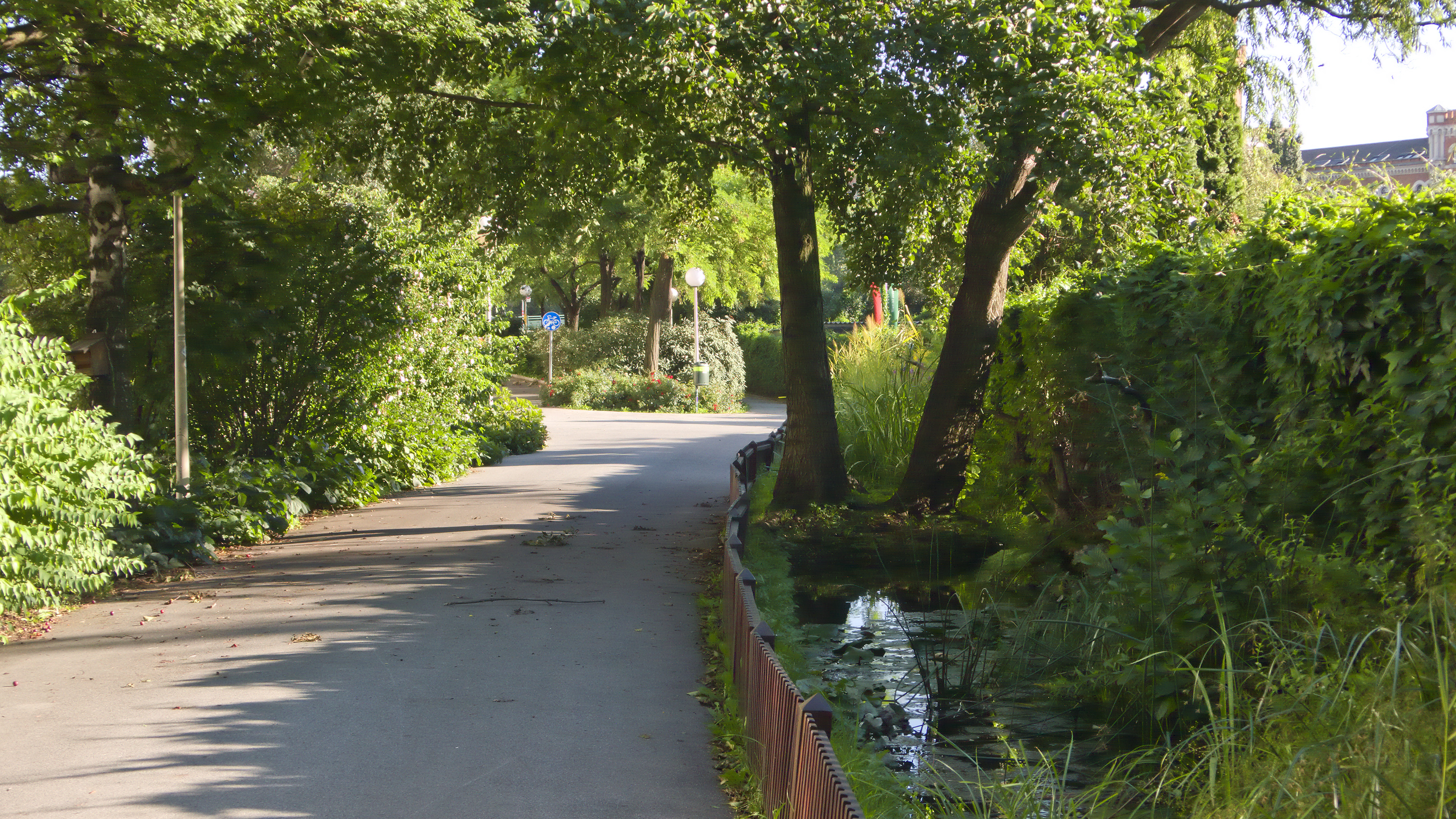
Wettsteinpark in Wien

Der Wettsteinpark ist eine Parkanlage im 2. Wiener Gemeindebezirk Leopoldstadt. Er liegt als linearer Uferpark zwischen dem Donaukanal und der Oberen Donaustraße und erstreckt sich etwa vom Siemens-Nixdorf-Steg bis zur Rossauer Brücke. Benannt ist er nach dem österreichischen Botaniker Richard Wettstein.

## Geschichte

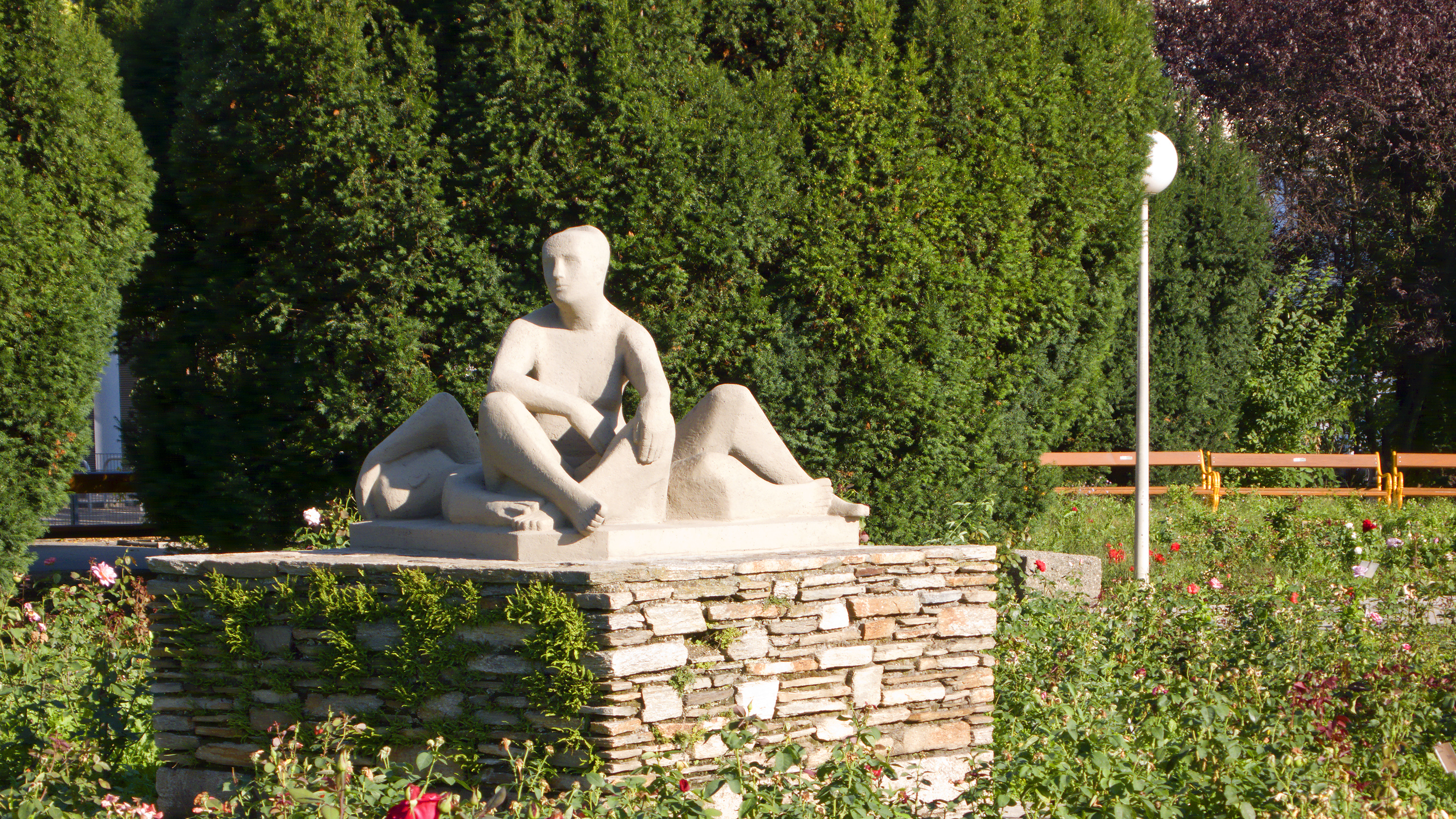
Kunststeinplastik Sitzende und Liegender im Zentrum des Parks

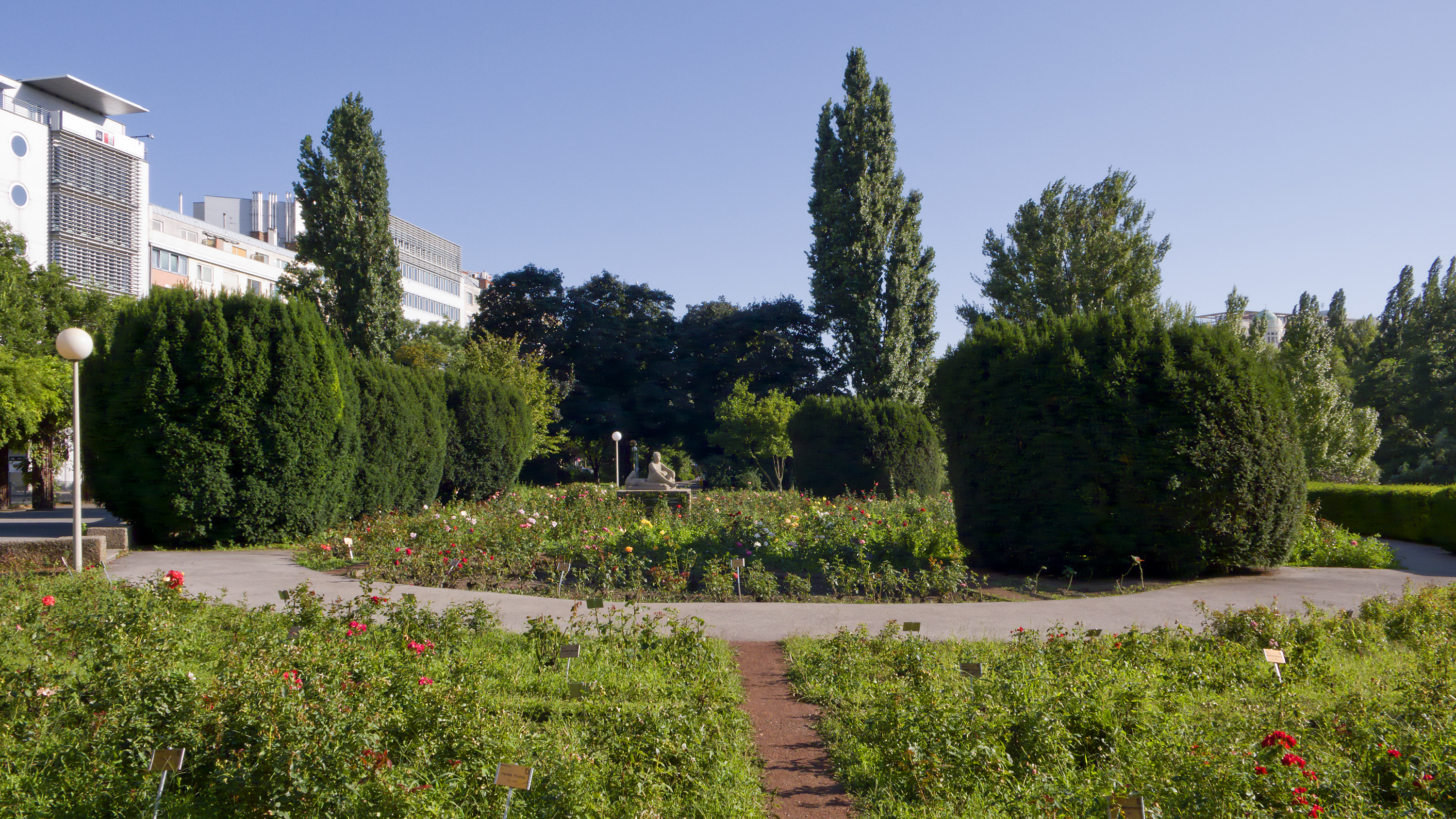
Rosarium im Wettsteinpark, 2010

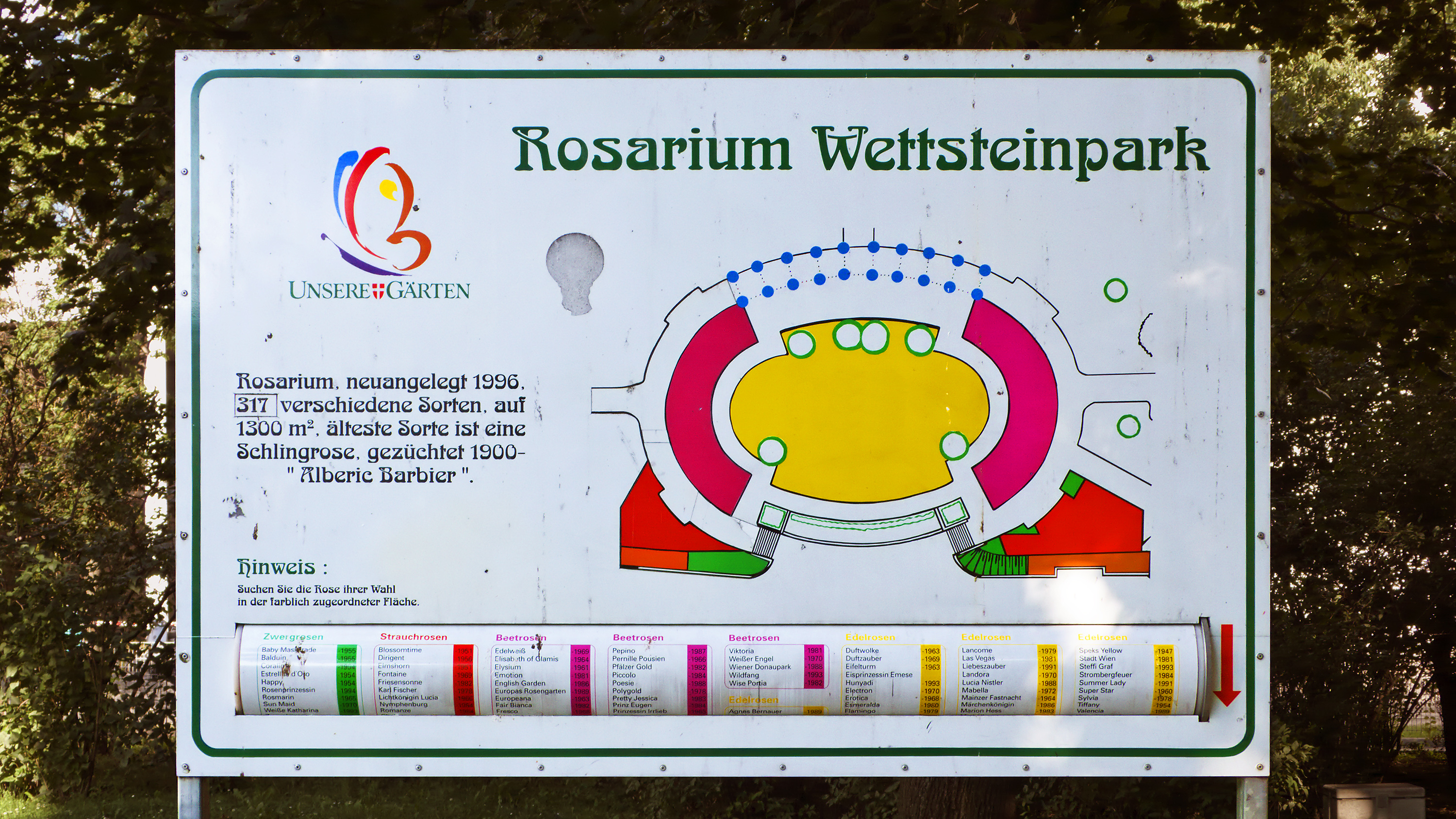
Informationstafel zum Rosarium, 2010

Noch im 18. Jahrhundert reichte der Donaukanal, der damals ein Seitenarm der unregulierten Donau war, in diesem Bereich bis zur heutigen Oberen Donaustraße. Durch Regulierung des Kanals entstand hier ein Areal, das ab dem 19. Jahrhundert als Holz- und später Steinlagerstätte genutzt wurde. Ab 1886 befand sich am südlichen Ende des Areals, etwa auf der Höhe der erst 1983 errichteten Rossauer Brücke, eine Station der Dampftramway-Gesellschaft vormals Krauss & Comp., die ab 1901 als zentrale Abfahrtsstelle Richtung Stammersdorf diente. Von 1903 bis 1933 lag in diesem Bereich (nördlich der Augartenbrücke aus 1873), der Schanzlmarkt, der von seinem ursprünglichen Standort am rechten Donaukanalufer im Zuge des Baus der Donaukanallinie der Stadtbahn hatte abgesiedelt werden müssen. Von 1929 bis 1930 wurde hier ein Park angelegt. Die Benennung nach Richard Wettstein, Botanikprofessor an der Universität Wien und Direktor des Botanischen Gartens, erfolgte 1931. Im Zuge von baulichen Veränderungen in der unmittelbaren Umgebung (Ausbau der Oberen Donaustraße, Errichtung des Siemens-Nixdorf-Steges) gab es 1985 und 1989 Erweiterungen und Umgestaltungen des Parks.

## Gestaltung
Zentrum des knapp 16.000 m² großen und an seiner breitesten Stelle etwa 60 m breiten Parks ist ein Rundplatz, in dessen Mitte sich seit 1956 die von der Bildhauerin Hilde Uray geschaffene Kunststeinplastik Sitzende und Liegender befindet. Ursprünglich stand auf dem Natursteinsockel ab 1931 die Bronzeskulptur Ruf der Jugend von Felix Weihs, diese wurde 1938 nach dem „Anschluss Österreichs“ im Zuge einer von Wilhelm Frass in seiner Funktion als Sachbearbeiter für Bildhauerei im Wiener Kulturamt verantworteten antisemitischen „Entschandelungsaktion des Wiener Stadtbildes“ abgetragen und eingeschmolzen. Der an der Oberen Donaustraße gelegenen Teil des Rundplatzes wird durch eine halbrunde Steinguss-Pergola mit Holzauflagen abgeschlossen. Am südlichen Ende des Parks befinden sich in einem eingezäunten, öffentlich nicht zugänglichen Bereich Betriebsgebäude und -gelände des Wiener Stadtgartenamtes. Zwischen diesem Bereich des Stadtgartenamtes und dem Rundplatz liegt ein kleiner, umzäunter Kinderspielplatz. Entlang der Oberen Donaustraße verläuft ein Radweg, uferseitig befindet sich die Anton-Schmid-Promenade, zwischen der und dem Donaukanalufer sich eine Uferböschungs-Streifen befindet. Der Hauptweg erstreckt sich mittig entlang der Längsachse der Parks. Der Baumbestand des Parks setzt sich unter anderem aus Spitzahorn, Hybrid-Platane und Pyramidenpappel zusammen. 

### Rosarium
Auf dem Rundplatz des Parks wurde 1934 rund um die zentrale Skulptur ein Rosarium angelegt. Dieses wurde 1996 neu angelegt und versammelte auf 1300 m² Fläche 317 verschiedene Rosensorten. Die älteste Sorte war die 1900 gezüchtete Schlingrose Alberic Barbier. 2015 wurde mit einer auf drei Jahre angelegten Generalsanierung des Rosariums begonnen, bei der die Rosenstöcke durch Heckenrosen und andere Blumen ersetzt werden sollen, Bäume und Büsche zurückgeschnitten werden und die Pergola erneuert bzw. instand gesetzt wird. Die Entfernung der Rosenstöcke war bezirkspolitisch umstritten.